# Carrozzeria Allemano
Carrozzeria Allemano ou Allemano (carrosserie Allemano en italien) est une entreprise de design en carrosserie automobile italienne, fondée par le designer Serafino Allemano en 1928, à Turin, en activité jusqu'en 1965.

## Historique
Allemano débute en 1928 par de la réparation. En 1935, il se réoriente avec succès vers la conception de carrosserie de petite série.

Quelques séries de carrosseries Allemano
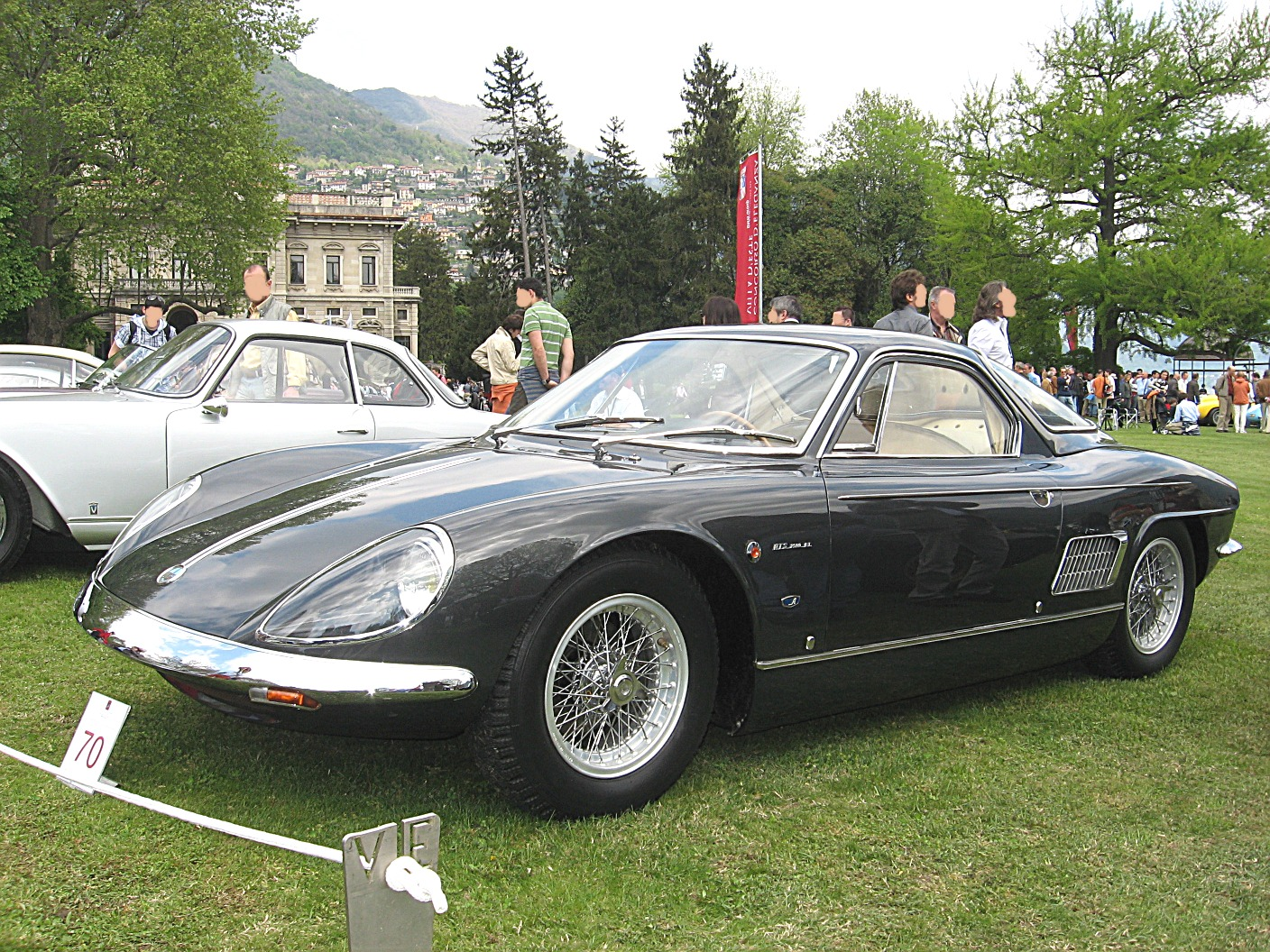
ATS 2500 GT
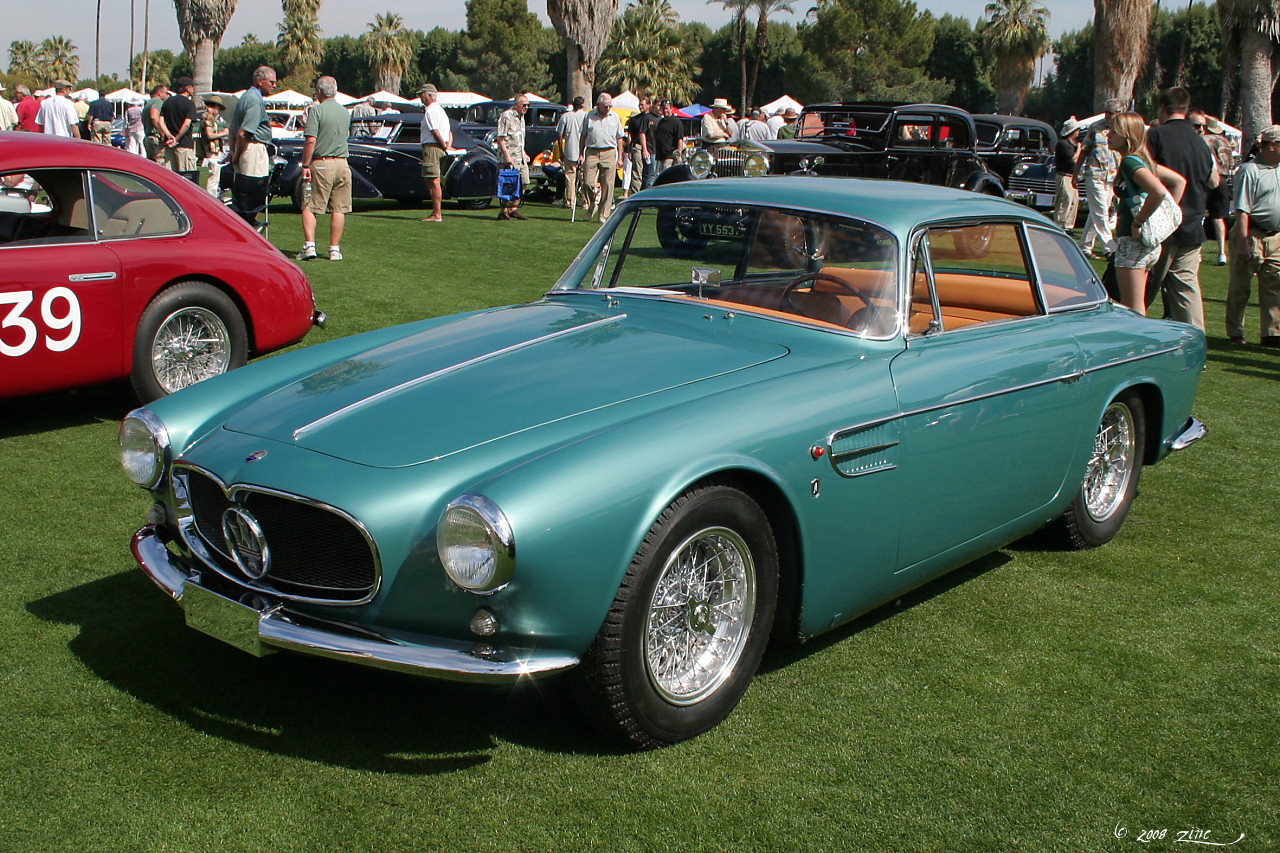
Maserati A6G 2000 Coupe
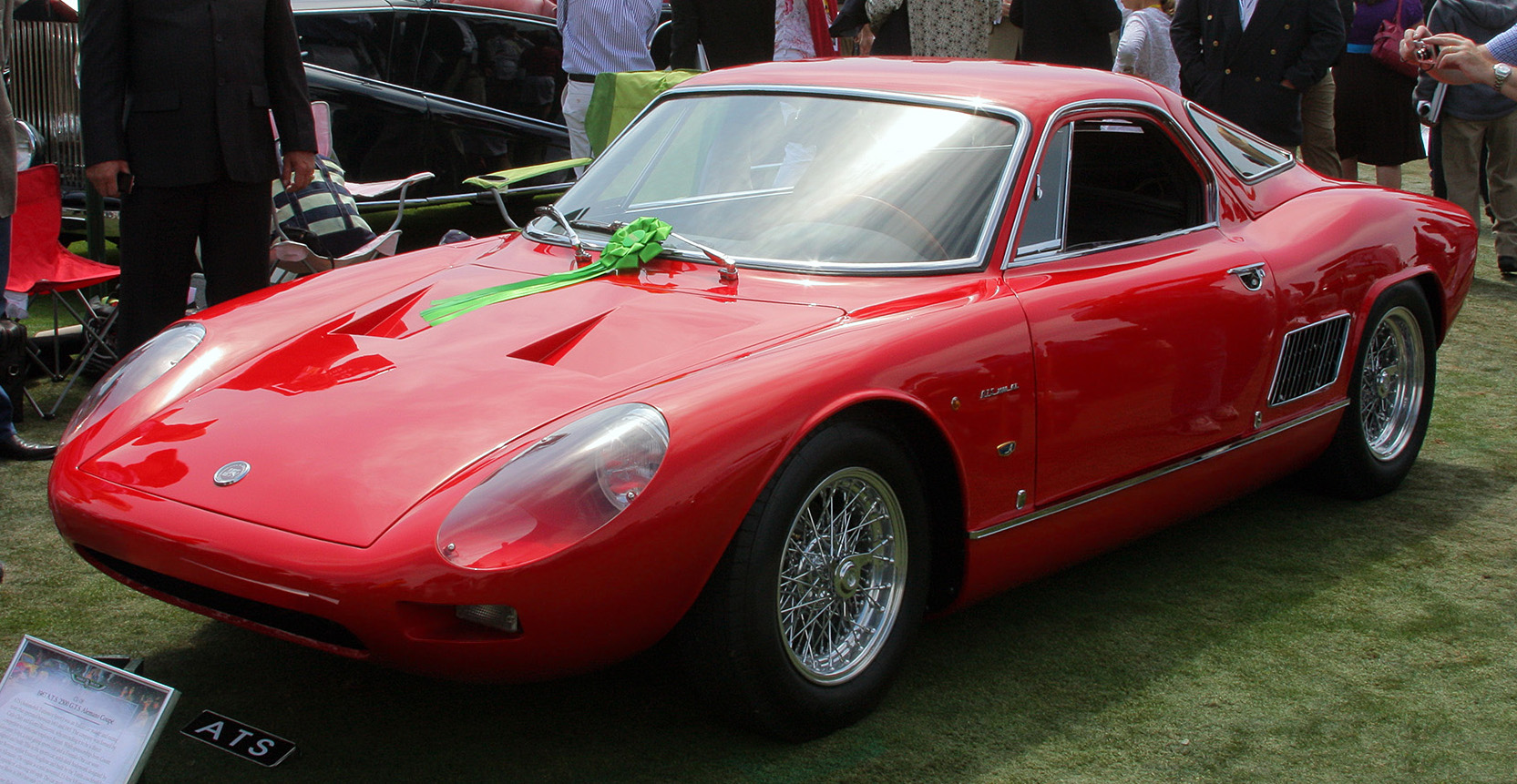
ATS 2500 GT
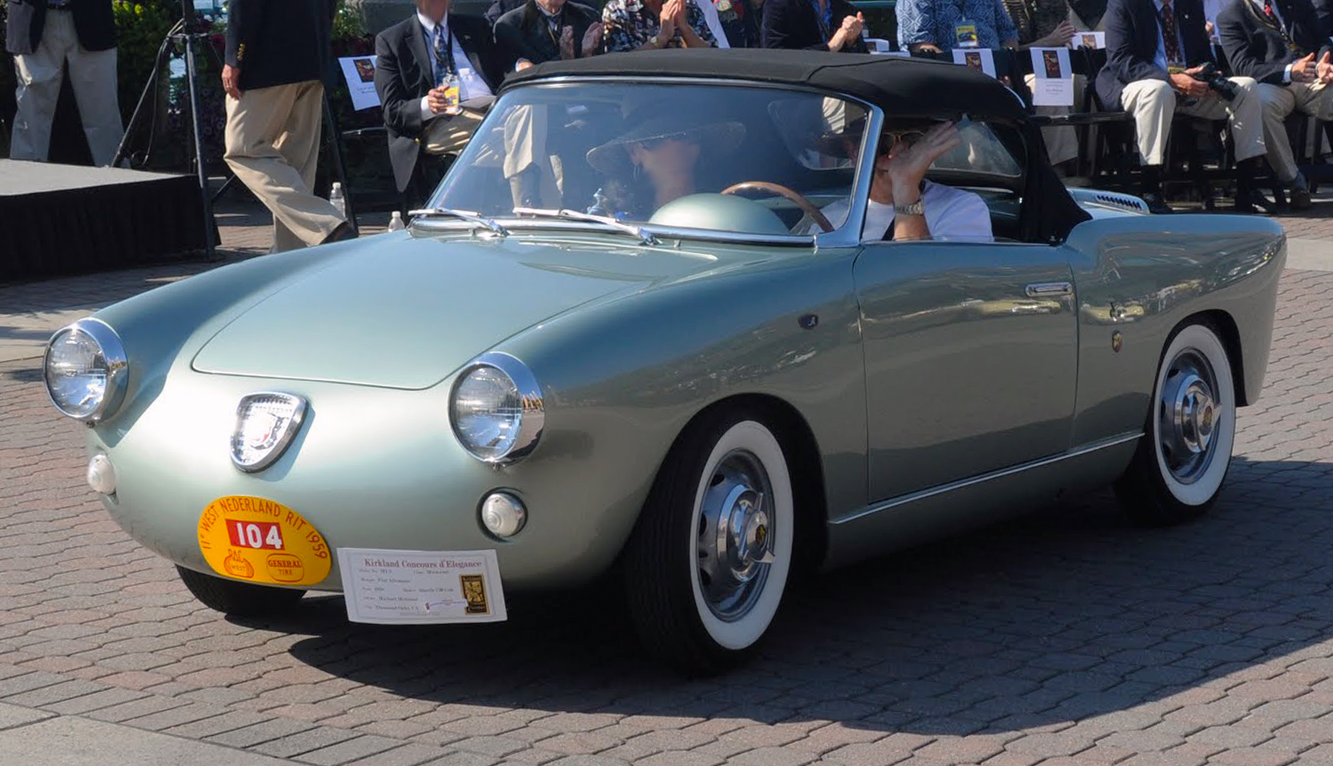
Abarth 750
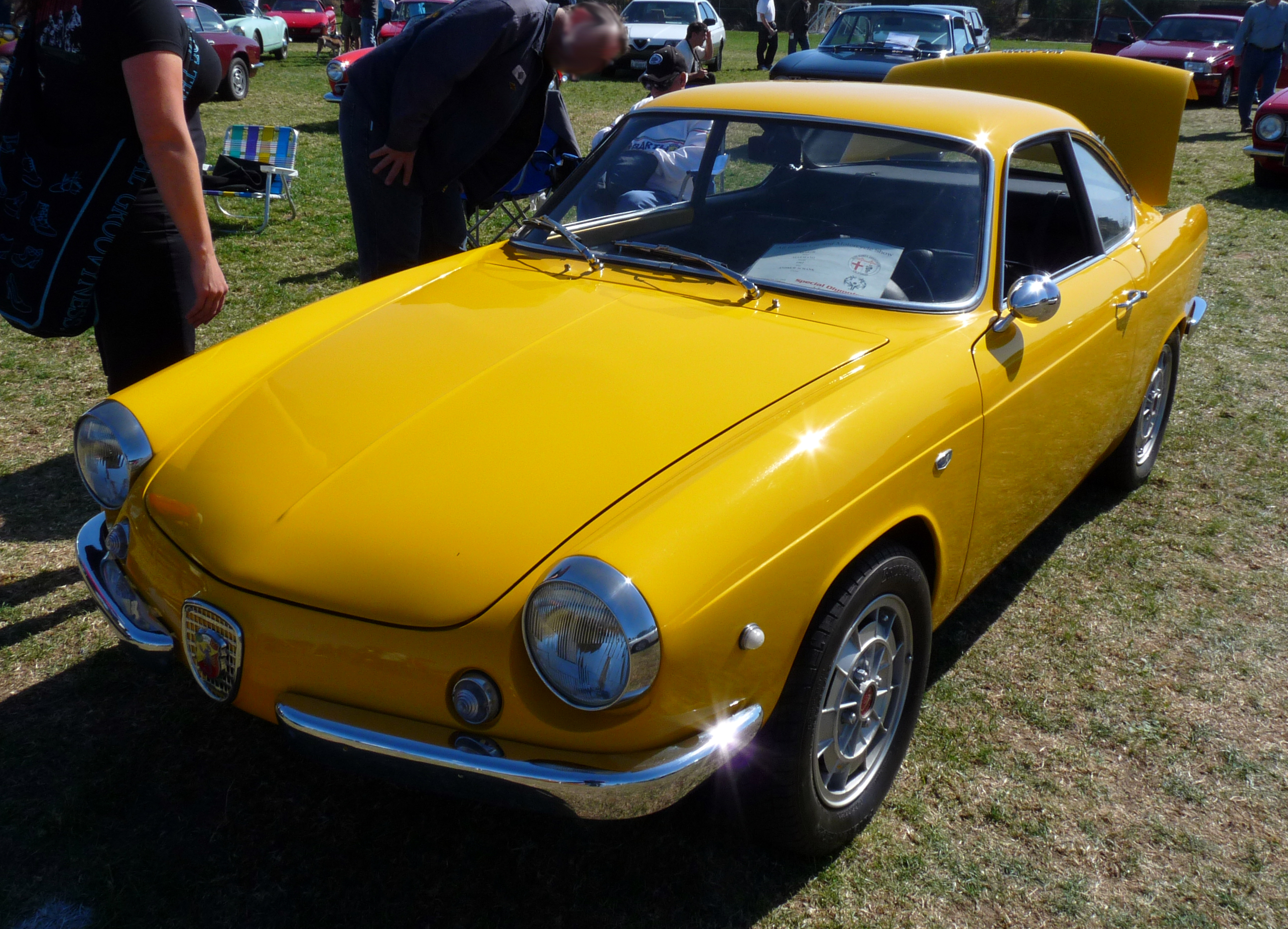
Abarth 1000 Scorpione Coupé
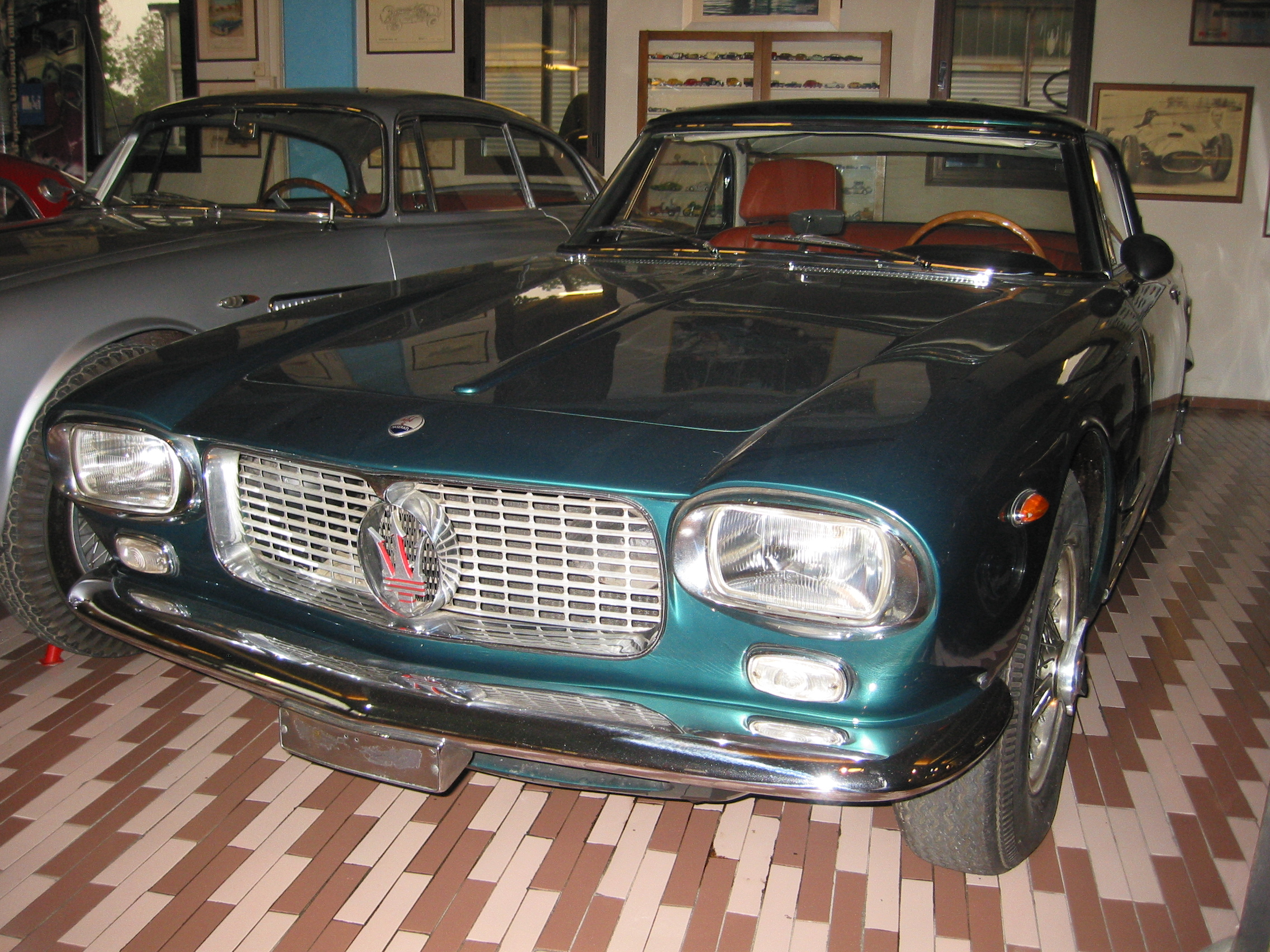
Maserati 5000 GT, Musée Panini Maserati
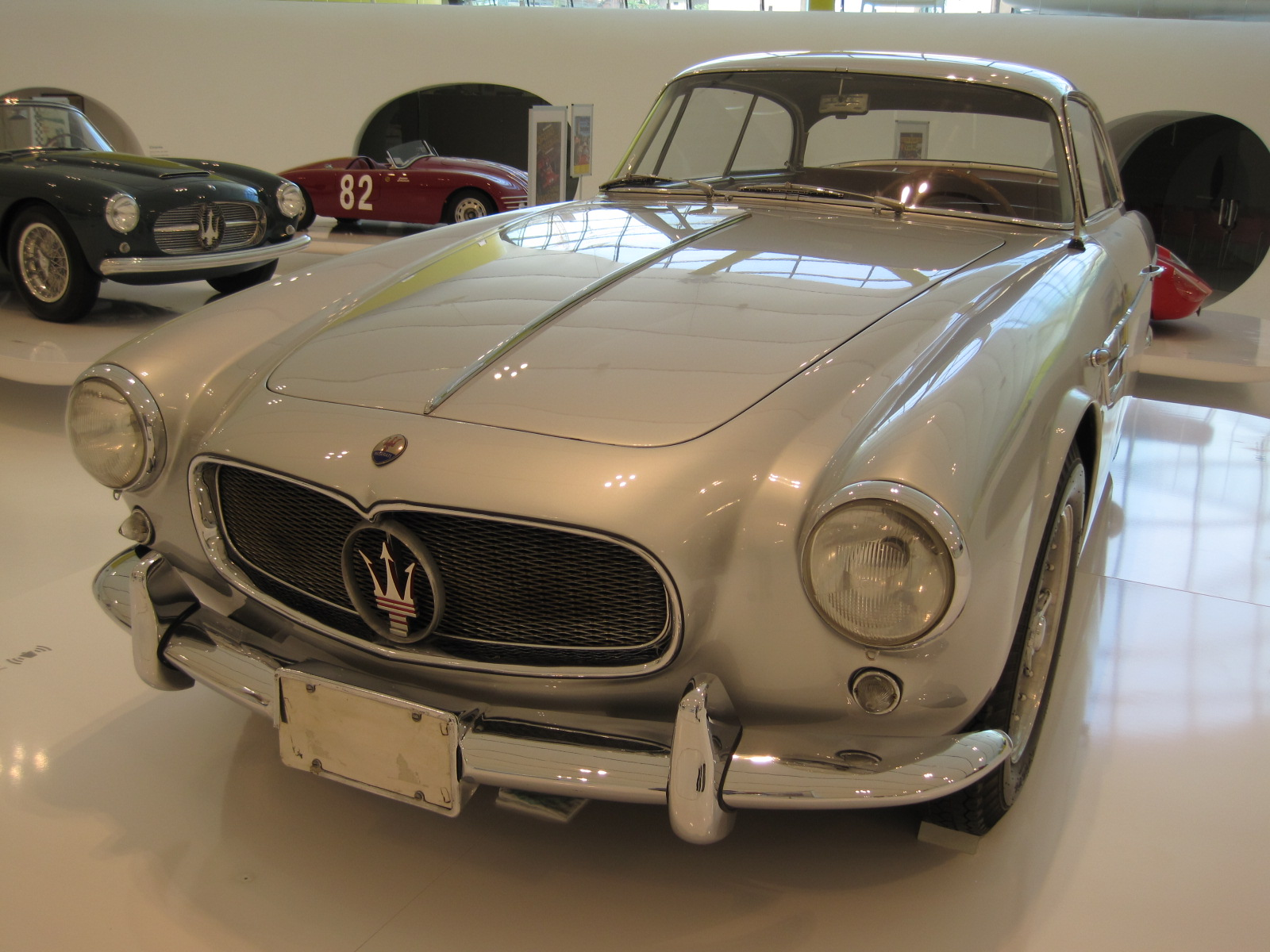
Maserati A6G/54, Musée Enzo Ferrari
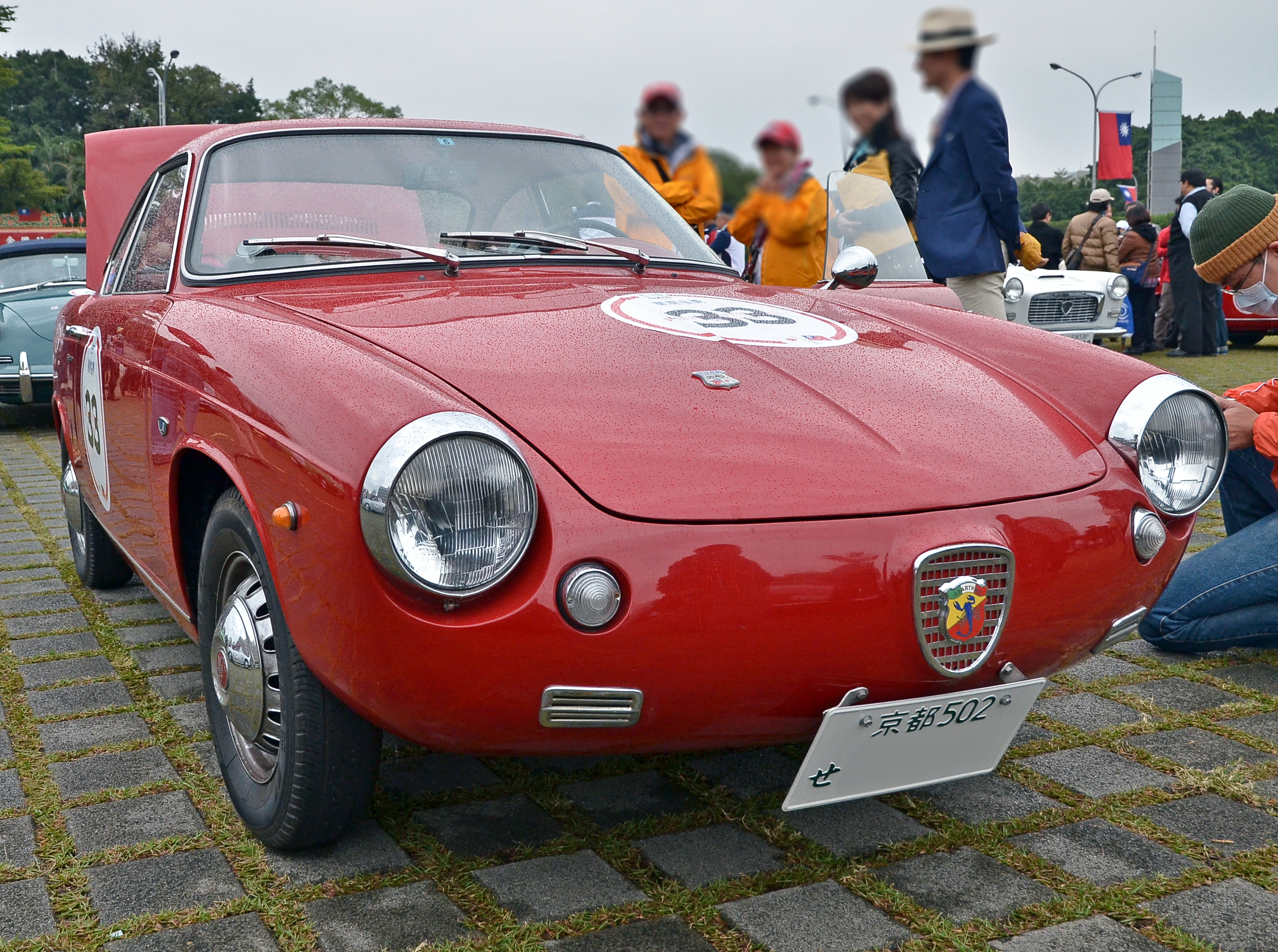
Abarth 850 Coupé Allemano
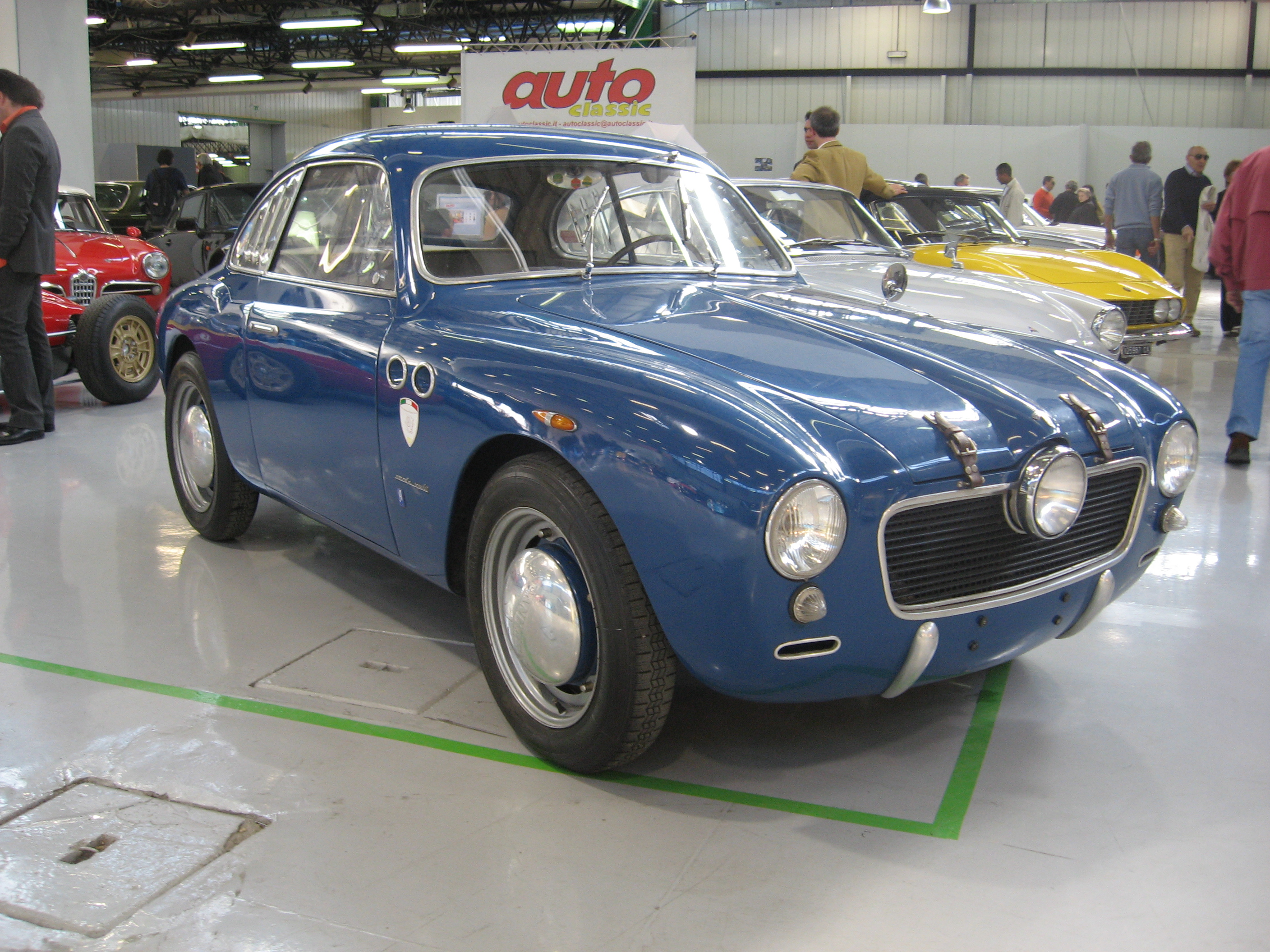
Panhard Dyna
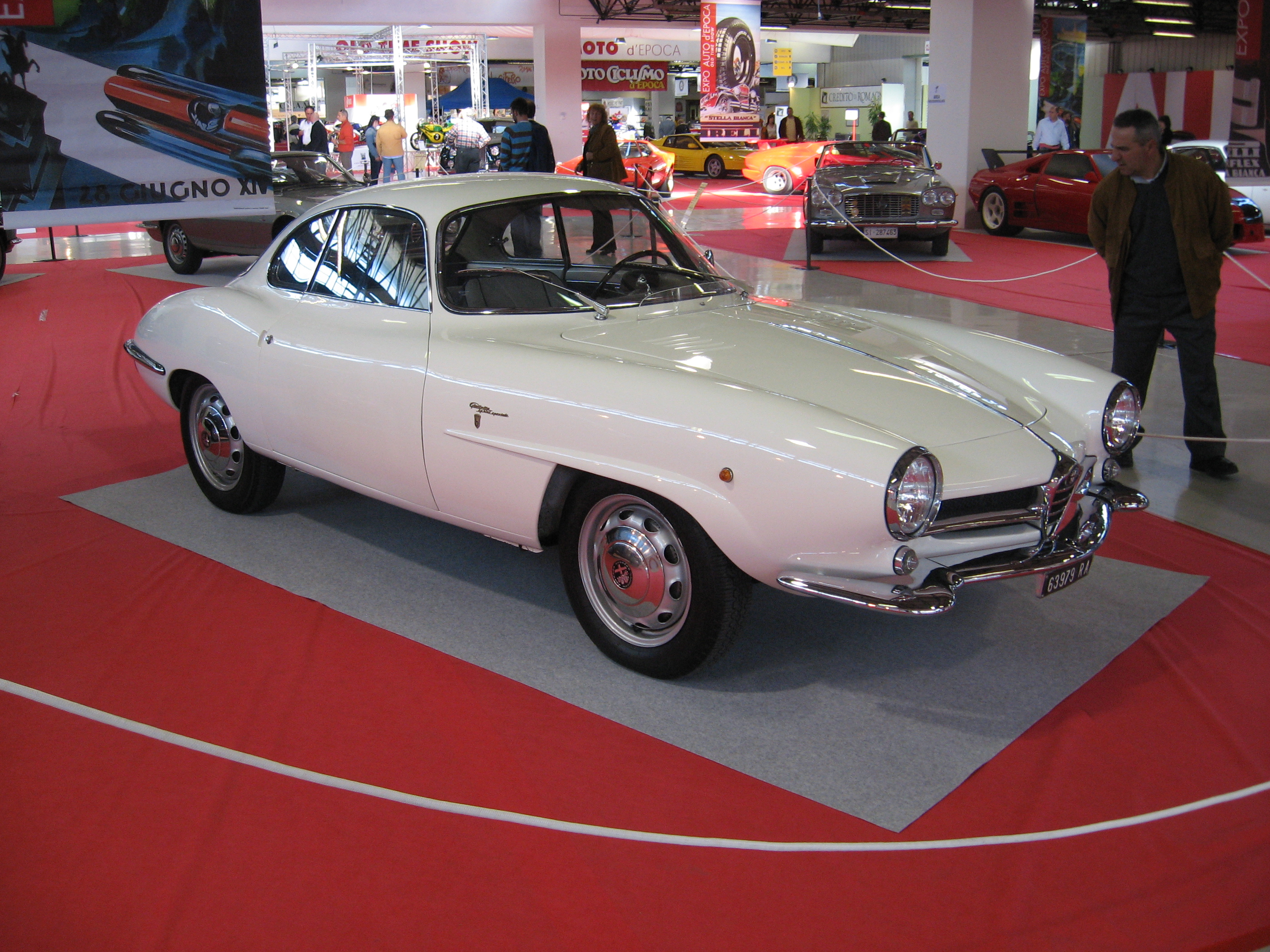
Alfa Romeo Giulietta (1954) Sprint Speciale Allemano

Concurrent de Pininfarina, Bertone, Ghia, Vignale, Michelotti, Touring..., il réalise des carrosseries en grande partie sur les châssis des marques d'automobile italienne Abarth, Alfa Romeo, ATS, Ferrari, Fiat, Lancia, Maserati... mais aussi ponctuellement sur des châssis d'Aston Martin, Jaguar, Panhard, Renault, Volvo ... Il réalise des « séries Allemano » pour les modèles d'automobile : Ferrari 166 S, Alfa Romeo 6C 2500, Lancia Aurelia, Aston Martin DB2/4, Jaguar XK140, Renault 4CV, Renault Dauphine ...